# Прван Село
Прван Село је насељено мјесто у Лици, у општини Перушић, у Личко-сењској жупанији, Република Хрватска.

## Географија
Прван Село се налази око 2 км јужно од Перушића.

## Историја
До територијалне реорганизације у Хрватској насеље се налазило у саставу бивше велике општине Госпић.

## Становништво
Према попису из 1991. године, насеље Прван Село је имало 202 становника. Према попису становништва из 2001. године, Прван Село је имало 148 становника. Прван Село је према попису из 2011. године имало 97 становника.
| Демографија | Демографија | Демографија |
| Година      | Становника  | Становника  |
| ----------- | ----------- | ----------- |
| 1961.       | 291         |             |
| 1971.       | 271         |             |
| 1981.       | 226         |             |
| 1991.       | 202         |             |
| 2001.       | 148         |             |
| 2011.       |             | 97          |

## Попис1991.
На попису становништва 1991. године, насељено место Прван Село је имало 202 становника, следећег националног састава:
| Попис 1991.‍ | Попис 1991.‍ | Попис 1991.‍ | Попис 1991.‍ | Попис 1991.‍ |
| ----------- | ----------- | ----------- | ----------- | ----------- |
|             |             |             |             |             |
| Хрвати      | Хрвати      |             | 193         | 95,54%      |
| Југословени | Југословени |             | 5           | 2,47%       |
| Срби        | Срби        |             | 1           | 0,49%       |
| непознато   | непознато   |             | 3           | 1,48%       |
| укупно: 202 |             |             |             |             |